# Campeonato Europeo de Baloncesto Femenino de 2007
El XXXI Campeonato Europeo de Baloncesto Femenino se celebró en Italia entre el 24 de septiembre y el 7 de octubre de 2007 bajo la denominación EuroBasket Femenino 2007. El evento fue organizado por la Federación Europea de Baloncesto (FIBA Europa) y la Federación Italiana de Baloncesto.
Un total de dieciséis selecciones nacionales afiliadas a FIBA Europa compitieron por el título de campeón europeo, cuyo anterior portador era el equipo de la República Checa, vencedor del EuroBasket 2005. 
La selección de Rusia se adjudicó la medalla de oro al derrotar en la final al equipo de España con un marcador de 74-68. En el partido por el tercer puesto el conjunto de Bielorrusia venció al de Letonia.

## Sedes
| Grupo      | Ciudad   | Instalación                      |
| ---------- | -------- | -------------------------------- |
| A y E      | Vasto    | Palacio Deportivo de Vasto       |
| B          | Lanciano | Palacio Deportivo de Lanciano    |
| C          | Chieti   | Palacio Deportivo Santa Filomena |
| D y F      | Ortona   | Palacio Deportivo de Ortona      |
| Fase final | Chieti   | Palasport Tricalle               |

## Grupos
| Grupo A         | Grupo B  | Grupo C | Grupo D     |
| --------------- | -------- | ------- | ----------- |
| República Checa | Alemania | Italia  | España      |
| Turquía         | Lituania | Grecia  | Bielorrusia |
| Israel          | Bélgica  | Rusia   | Serbia      |
| Letonia         | Rumania  | Francia | Croacia     |

## Primera fase
- Todos los partidos en la hora local de Italia (UTC+2).

### Grupo A
| Equipo          | J | G | P | PF  | PC  | DP  | PTS |
| --------------- | - | - | - | --- | --- | --- | --- |
| República Checa | 3 | 3 | 0 | 231 | 149 | +82 | 6   |
| Letonia         | 3 | 2 | 1 | 194 | 205 | -11 | 5   |
| Turquía         | 3 | 1 | 2 | 194 | 217 | -23 | 4   |
| Israel          | 3 | 0 | 3 | 174 | 222 | -48 | 3   |

- Resultados

| Fecha | Hora  | Partido¹        | Partido¹ | Partido¹        | Resultado |
| ----- | ----- | --------------- | -------- | --------------- | --------- |
| 24.09 | 18:30 | Turquía         | -        | Letonia         | 62-73     |
| 24.09 | 21:00 | Israel          | -        | República Checa | 43-75     |
| 25.09 | 18:30 | Letonia         | -        | Israel          | 77-73     |
| 25.09 | 21:00 | República Checa | -        | Turquía         | 86-62     |
| 26.09 | 18:30 | Israel          | -        | Turquía         | 58-70     |
| 26.09 | 21:00 | Letonia         | -        | República Checa | 44-70     |

- (¹) – Todos en Vasto.

### Grupo B
| Equipo   | J | G | P | PF  | PC  | DP  | PTS |
| -------- | - | - | - | --- | --- | --- | --- |
| Bélgica  | 3 | 3 | 0 | 203 | 177 | +26 | 6   |
| Lituania | 3 | 2 | 1 | 191 | 175 | +16 | 5   |
| Alemania | 3 | 1 | 2 | 195 | 210 | -15 | 4   |
| Rumania  | 3 | 0 | 3 | 199 | 226 | -27 | 3   |

- Resultados

| Fecha | Hora  | Partido¹ | Partido¹ | Partido¹ | Resultado |
| ----- | ----- | -------- | -------- | -------- | --------- |
| 24.09 | 18:00 | Rumania  | -        | Alemania | 78-85     |
| 24.09 | 20:30 | Bélgica  | -        | Lituania | 68-53     |
| 25.09 | 18:00 | Alemania | -        | Bélgica  | 53-61     |
| 25.09 | 20:30 | Lituania | -        | Rumania  | 67-50     |
| 26.09 | 18:00 | Bélgica  | -        | Rumania  | 74-71     |
| 26.09 | 20:30 | Alemania | -        | Lituania | 57-71     |

- (¹) – Todos en Lanciano.

### Grupo C
| Equipo  | J | G | P | PF  | PC  | DP  | PTS |
| ------- | - | - | - | --- | --- | --- | --- |
| Rusia   | 3 | 3 | 0 | 209 | 161 | +48 | 6   |
| Francia | 3 | 2 | 1 | 181 | 161 | +20 | 5   |
| Italia  | 3 | 1 | 2 | 168 | 179 | -11 | 4   |
| Grecia  | 3 | 0 | 3 | 152 | 209 | -57 | 3   |

- Resultados

| Fecha | Hora  | Partido¹ | Partido¹ | Partido¹ | Resultado |
| ----- | ----- | -------- | -------- | -------- | --------- |
| 24.09 | 15:30 | Italia   | -        | Rusia    | 55-60     |
| 24.09 | 18:00 | Francia  | -        | Grecia   | 58-50     |
| 25.09 | 15:30 | Grecia   | -        | Italia   | 55-65     |
| 25.09 | 18:00 | Rusia    | -        | Francia  | 63-59     |
| 26.09 | 15:30 | Italia   | -        | Francia  | 48-64     |
| 26.09 | 18:00 | Grecia   | -        | Rusia    | 47-86     |

- (¹) – Todos en Chieti

### Grupo D
| Equipo      | J | G | P | PF  | PC  | DP  | PTS |
| ----------- | - | - | - | --- | --- | --- | --- |
| España      | 3 | 3 | 0 | 218 | 190 | +28 | 6   |
| Bielorrusia | 3 | 2 | 1 | 233 | 195 | +38 | 5   |
| Serbia      | 3 | 1 | 2 | 217 | 228 | -11 | 4   |
| Croacia     | 3 | 0 | 3 | 188 | 243 | -55 | 3   |

- Resultados

| Fecha | Hora  | Partido¹    | Partido¹ | Partido¹    | Resultado |
| ----- | ----- | ----------- | -------- | ----------- | --------- |
| 24.09 | 18:00 | Bielorrusia | -        | España      | 62-76     |
| 24.09 | 20:30 | Serbia      | -        | Croacia     | 88-70     |
| 25.09 | 18:00 | Croacia     | -        | Bielorrusia | 66-92     |
| 25.09 | 20:30 | España      | -        | Serbia      | 79-76     |
| 26.09 | 18:00 | Bielorrusia | -        | Serbia      | 79-53     |
| 26.09 | 20:30 | Croacia     | -        | España      | 52-63     |

- (¹) – Todos en Ortona.

## Segunda fase
- Todos los partidos en la hora local de Italia (UTC+2).

Clasifican los tres mejores equipos de cada grupo y se distribuyen en dos grupo, el E con los tres primeros de los grupos A y B y el F con los tres primeros de los grupos C y D. Cada equipo inicia esta segunda fase con los puntos que consiguieron en la primera fase, exceptuando los puntos obtenidos en el partido con el equipo eliminado.

### Grupo E
| Equipo          | J | G | P | PF  | PC  | DP  | PTS |
| --------------- | - | - | - | --- | --- | --- | --- |
| República Checa | 5 | 4 | 1 | 350 | 297 | +53 | 9   |
| Letonia         | 5 | 4 | 1 | 322 | 291 | +31 | 9   |
| Bélgica         | 5 | 3 | 2 | 350 | 310 | +40 | 8   |
| Lituania        | 5 | 2 | 3 | 304 | 337 | -33 | 7   |
| Turquía         | 5 | 1 | 4 | 324 | 374 | -50 | 6   |
| Alemania        | 5 | 1 | 4 | 274 | 315 | -41 | 6   |

- Resultados

| Fecha | Hora  | Partido¹        | Partido¹ | Partido¹        | Resultado |
| ----- | ----- | --------------- | -------- | --------------- | --------- |
| 28.09 | 16:00 | Turquía         | -        | Bélgica         | 63-85     |
| 28.09 | 18:30 | Lituania        | -        | Letonia         | 46-76     |
| 28.09 | 21:00 | Alemania        | -        | República Checa | 54-47     |
| 30.09 | 16:00 | Alemania        | -        | Turquía         | 63-76     |
| 30.09 | 18:30 | República Checa | -        | Lituania        | 75-67     |
| 30.09 | 21:00 | Letonia         | -        | Bélgica         | 69-66     |
| 02.10 | 16:00 | Lituania        | -        | Turquía         | 67-71     |
| 02.10 | 18:30 | Bélgica         | -        | República Checa | 70-72     |
| 02.10 | 21:00 | Letonia         | -        | Alemania        | 67-47     |

- (¹) – Todos en Vasto.

### Grupo F
| Equipo      | J | G | P | PF  | PC  | DP  | PTS |
| ----------- | - | - | - | --- | --- | --- | --- |
| Rusia       | 5 | 4 | 1 | 339 | 303 | +36 | 9   |
| España      | 5 | 4 | 1 | 346 | 319 | +27 | 9   |
| Francia     | 5 | 3 | 2 | 316 | 294 | +22 | 8   |
| Bielorrusia | 5 | 2 | 3 | 340 | 339 | +1  | 7   |
| Italia      | 5 | 1 | 4 | 282 | 312 | -30 | 6   |
| Serbia      | 5 | 1 | 4 | 299 | 355 | -56 | 6   |

- Resultados

| Fecha | Hora  | Partido¹    | Partido¹ | Partido¹    | Resultado |
| ----- | ----- | ----------- | -------- | ----------- | --------- |
| 29.09 | 16:00 | Italia      | -        | España      | 64-79     |
| 29.09 | 18:30 | Serbia      | -        | Rusia       | 67-65     |
| 29.09 | 21:00 | Bielorrusia | -        | Francia     | 60-72     |
| 01.10 | 16:00 | Serbia      | -        | Italia      | 43-64     |
| 01.10 | 18:30 | Rusia       | -        | Bielorrusia | 87-73     |
| 01.10 | 21:00 | Francia     | -        | España      | 53-63     |
| 03.10 | 16:00 | Bielorrusia | -        | Italia      | 66-51     |
| 03.10 | 18:30 | España      | -        | Rusia       | 49-64     |
| 03.10 | 21:00 | Francia     | -        | Serbia      | 68-60     |

- (¹) – Todos en Ortona.

## Fase final
- Todos los partidos en la hora local de Italia (UTC+2).

|  | Cuartos de final | Cuartos de final |        |             | Semifinales  | Semifinales  |             |              | Final        | Final        |  |
|  | 4 y 5 de octubre | 4 y 5 de octubre |        |             | 6 de octubre | 6 de octubre |             |              | 7 de octubre | 7 de octubre |  |
|  |                  |                  |        |             |              |              |             |              |              |              |  |
|  |                  |                  |        |             |              |              |             |              |              |              |  |
|  | República Checa  | 46               |        |             |              |              |             |              |              |              |  |
|  | República Checa  | 46               |        |             |              |              |             |              |              |              |  |
|  | Bielorrusia      | 52               |        |             |              |              |             |              |              |              |  |
|  | Bielorrusia      | 52               |        | Bielorrusia | 54           |              |             |              |              |              |  |
|  |                  |                  |        | Bielorrusia | 54           |              |             |              |              |              |  |
|  |                  |                  | España | 70          |              |              |             |              |              |              |  |
|  | Bélgica          | 53               | España | 70          |              |              |             |              |              |              |  |
|  | Bélgica          | 53               |        |             |              |              |             |              |              |              |  |
|  | España           | 72               |        |             |              |              |             |              |              |              |  |
|  | España           | 72               |        |             |              |              |             | España       | 68           |              |  |
|  |                  |                  |        |             |              |              |             | España       | 68           |              |  |
|  |                  |                  | Rusia  | 74          |              |              |             |              |              |              |  |
|  | Letonia          | 66               | Rusia  | 74          |              |              |             |              |              |              |  |
|  | Letonia          | 66               |        |             |              |              |             |              |              |              |  |
|  | Francia          | 62               |        |             |              |              |             |              |              |              |  |
|  | Francia          | 62               |        | Letonia     | 36           |              |             | Tercer lugar | Tercer lugar |              |  |
|  |                  |                  |        | Letonia     | 36           |              |             | Tercer lugar | Tercer lugar |              |  |
|  |                  |                  | Rusia  | 67          |              |              |             |              |              |              |  |
|  | Lituania         | 58               | Rusia  | 67          |              |              | Bielorrusia | 72           |              |              |  |
|  | Lituania         | 58               |        |             |              |              | Bielorrusia | 72           |              |              |  |
|  | Rusia            | 75               |        |             |              |              |             |              | Letonia      | 63           |  |
|  | Rusia            | 75               |        |             |              |              |             |              | Letonia      | 63           |  |
|  |                  |                  |        |             |              |              |             |              |              |              |  |

### Cuartos de final
| Fecha | Hora  | Partido¹        | Partido¹ | Partido¹    | Resultado |
| ----- | ----- | --------------- | -------- | ----------- | --------- |
| 04.10 | 18:30 | Letonia         | -        | Francia     | 66-62     |
| 04.10 | 21:00 | República Checa | -        | Bielorrusia | 46-52     |
| 05.10 | 18:30 | Lituania        | -        | Rusia       | 58-75     |
| 05.10 | 21:00 | Bélgica         | -        | España      | 53-72     |

- (¹) – Todos en Chieti.

### Semifinales
| Fecha | Hora  | Partido¹    | Partido¹ | Partido¹ | Resultado |
| ----- | ----- | ----------- | -------- | -------- | --------- |
| 06.10 | 18:30 | Letonia     | -        | Rusia    | 36-67     |
| 06.10 | 21:00 | Bielorrusia | -        | España   | 54-70     |

- (¹) – En Chieti.

### Tercer lugar
| Fecha | Hora  | Partido¹ | Partido¹ | Partido¹    | Resultado |
| ----- | ----- | -------- | -------- | ----------- | --------- |
| 07.10 | 17:00 | Letonia  | -        | Bielorrusia | 63-72     |

- (¹) – En Chieti.

### Final
| Fecha | Hora  | Partido¹ | Partido¹ | Partido¹ | Resultado |
| ----- | ----- | -------- | -------- | -------- | --------- |
| 07.10 | 19:30 | Rusia    | -        | España   | 74-68     |

- (¹) – En Chieti.

### Partidos de clasificación
5.º a 8.º lugar
| Fecha | Hora  | Partido¹        | Partido¹ | Partido¹ | Resultado |
| ----- | ----- | --------------- | -------- | -------- | --------- |
| 06.10 | 13:30 | Francia         | -        | Lituania | 65-67     |
| 06.10 | 16:00 | República Checa | -        | Bélgica  | 75-50     |

- (¹) –  En Chieti.

Séptimo lugar
| Fecha | Hora  | Partido¹ | Partido¹ | Partido¹ | Resultado |
| ----- | ----- | -------- | -------- | -------- | --------- |
| 07.10 | 12:15 | Bélgica  | -        | Francia  | 72-63     |

- (¹) –  En Chieti.

Quinto lugar
| Fecha | Hora  | Partido¹        | Partido¹ | Partido¹ | Resultado |
| ----- | ----- | --------------- | -------- | -------- | --------- |
| 07.10 | 14:30 | República Checa | -        | Lituania | 93-54     |

- (¹) –  En Chieti.

## Medallero
| Rusia | España | Bielorrusia |
| Svetlana Abrosimova Olga Arteshina Marina Karpunina Ilona Korstin Yekaterina Lisina Irina Osipova Oxana Rajmatulina Yekaterina Ruzanova Tatiana Shchegoleva Mariya Stepanova Irina Sokolovskaya Natalia Vodopyanova | Elisa Aguilar Laura Camps Irene Herradas Cindy Lima Nuria Martínez Anna Montañana Silvia Morales Laia Palau Lucila Pascua Isabel Sánchez Amaya Valdemoro Marta Zurro | Natallia Anufrienka Nadzeya Drozd Viktoria Hasper Marina Kress Yelena Leuchanka Natallia Marchanka Volha Padabed Katsiaryna Snytsina Nataliya Trafimava Tatiana Troina Anastasiya Verameyenka Sviatlana Volnaya |
| Igor Grudin (seleccionador) | Evaristo Pérez Torices (seleccionador) | Anatoli Buyalski (seleccionador) |

## Estadísticas

### Clasificación general
| 1. Rusia           |
| 2. España          |
| 3. Bielorrusia     |
| 4. Letonia         |
| 5. República Checa |
| 6. Lituania        |
| 7. Bélgica         |
| 8. Francia         |
| 9. Italia          |
| 9. Turquía         |
| 11. Alemania       |
| 11. Serbia         |
| 13. Croacia        |
| 13. Grecia         |
| 13. Israel         |
| 13. Rumania        |

### Máxima anotadora
| N.º | Jugadora               | País            | Puntos |
| --- | ---------------------- | --------------- | ------ |
| 1   | Ann Wauters            | Bélgica         | 177    |
| 2   | Anete Jēkabsone-Žogota | Letonia         | 155    |
| 3   | Amaya Valdemoro        | España          | 142    |
| 4   | Eva Vítečková          | República Checa | 134    |
| 5   | Sandrine Gruda         | Francia         | 131    |

Fuente: 

### Equipo más anotador
| N.º | Equipo          | Puntos |
| --- | --------------- | ------ |
| 1   | Rusia           | 641    |
| 2   | República Checa | 639    |
| 3   | España          | 619    |
| 4   | Bielorrusia     | 610    |
| 5   | Bélgica         | 599    |

Fuente: 